# Бои в Пикардии (1914)
Бои в Пикардии (фр. Bataille de Picardie) — взаимные попытки франко-британской и немецкой армий охватить северный фланг противника через Пикардию во время так называемого Бега к морю во время Первой мировой войны.
Бег к морю представлял собой франко-британское контрнаступление, последовавшее за Пограничной битвой (7 августа — 13 сентября) и немецким наступлением во Францию во время Великого отступления, которое закончилось Первой битвой на Марне (5-13 сентября). Уже 16 сентября на обоих берегах Уазы в районе Нуайона начались упорные бои между войсками, брошенными на открытые фланги. Они закончились безрезультатно. Противники и в этом районе перешли к обороне. И французский, и немецкий главнокомандующие начали планировать обход северного фланга противника. Первая попытка обхода привела к встречным боям в Пикардии.

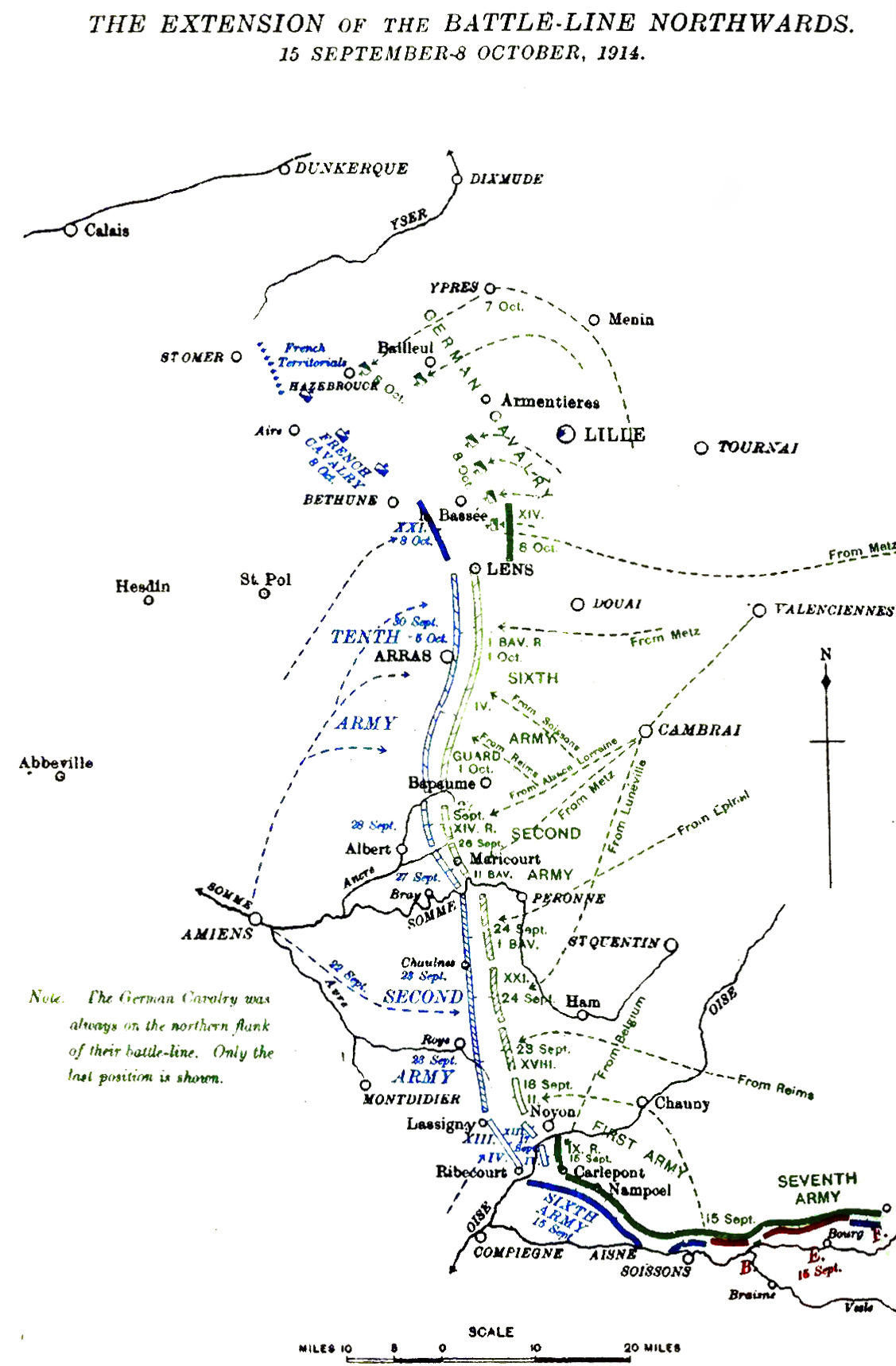
Линия фронта во второй половине сентября 1914 г.

Чтобы возобновить действия на фланге, германское главное командование 15 сентября приняло решение перебросить большую часть своей 6-й армии из Лотарингии в район Мобёжа с задачей наступать севернее Соммы и охватить левый фланг французских войск, сосредоточенных между Уазой и Соммой. Французское же командование 18 сентября приступило к формированию новой 2-й армии в составе четырех корпусов к северо-западу от Нуайона, на которую в свою очередь возлагалась задача обойти правый фланг германцев.
22 сентября 2-я французская армия Кастельно начала движение на северо-восток из пункта концентрации к югу от Амьена, чтобы попытаться обойти северный фланг 1-й немецкой армии. На следующий день 6-я французская армия начала новую атаку вдоль Уазы, в направлении Нуайона, двигаясь на северо-восток вдоль северного берега реки. Но дорогу французам на этом направлении уже на следующий день преградили силы более чем полутора германских корпусов, переброшенных сюда с других участков. Кавалерийский германский корпус был передвинут к Сен-Кантену, а одна кавалерийская дивизия переведена еще севернее — на охрану железной дороги Камбре — Валансьен. В течение первых двух дней боев между двумя сторонами были ограниченные столкновения, но 24 сентября полномасштабное сражение развернулось по всему фронту от Альбера, к северу от Соммы, до Нуайона на Уазе.
23 сентября два германских корпуса прибыли и сосредоточились у Сен-Кантена и севернее у Ле-Катле (21-й армейский и 1-й баварский корпуса). 24 сентября немцы атаковали правый фланг Кастельно у Руа, в то время как его армия продвигалась через Сомму. Их цель состояла в том, чтобы пробить брешь во французской линии, отрезав значительные силы дальше на север. Кастельно смог удержаться, но его продвижение было остановлено. Немецкий XXI и I баварский корпуса отбили Перонн и вытеснили 2-ю армию к западу от Соммы, где французам удалось закрепиться на хорошей оборонительной позиции, от Лассиньи до Руа и Брея. Надежды на то, что основная часть 2-й французской армии обойдет немцев с фланга, исчезли.
Французы перебросили новый корпус к Амьену и Альберу, у германцев севернее Перонна тоже вышел корпус. В районе Арраса французское командование с 25 сентября формирует 10-ю армию. Затем обе стороны предприняли еще один фланговый ход на север, который перерос в битву при Альбере (25-29 сентября).